# Concerto pour piano no 5 de Mozart
Pour les articles homonymes, voir Concerto pour piano no 5.
Le Concerto pour piano no 5 en ré majeur K. 175 est un concerto pour piano et orchestre de Mozart. Il est composé à l'âge de 17 ans en décembre 1773 à Salzbourg. Mozart le joue à Vienne avec un nouveau finale, le Rondeau en ré majeur K.382 (1782). Bien qu'il porte le numéro 5 il s'agit du tout premier concerto pour piano de Mozart. Les concertos 1 à 4 ont été certes écrit par Mozart mais d'après des œuvres d'autres compositeurs (surtout Hermann Friedrich Raupach et Leontzi Honauer), c'était en quelque sorte un entraînement pour Mozart à la composition du concerto pour piano.

## Instrumentation
| Instrumentation du Concerto pour piano no 5                                     |
| Cordes                                                                          |
| Premiers violons, seconds violons, altos, violoncelles, contrebasses,           |
| Bois                                                                            |
| 2 hautbois                                                                      |
| Cuivres                                                                         |
| 2 cors en ré (en sol dans l'Andante), 2 trompettes, en ré, tacet dans l'Andante |
| Percussions                                                                     |
| Timbales en ré et la, tacet dans l'Andante                                      |

## Structure
Le concerto comprend 3 mouvements :
1. Allegro, en ré majeur, à , cadence à la mesure 219, 238 mesures - partition
2. Andante, ma un poco adagio, en sol majeur, à 
, cadence à la mesure 110, 119 mesures - partition
3. Allegro, en ré majeur, à , 281 mesures - partition

Durée : environ 20 minutes

Mozart composa plus tard en 1782, un rondo, K. 382 destiné à être un final plus mélodieux pour ce concerto, pensant qu'il serait plus populaire auprès du public viennois que le troisième mouvement original.
Ce concerto a été un des favoris de Mozart. Il est mentionné dans plusieurs de ses lettres. Il a joué cette œuvre lors de concerts jusqu'à l'année de sa mort.